# Paracotis hyrax
Paracotis hyrax là một loài bướm đêm trong họ Geometridae.